# Zygote

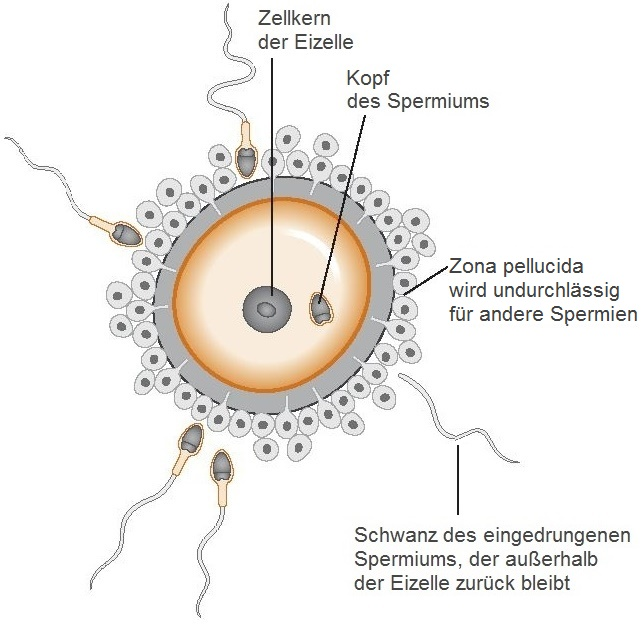
Zygote (schematisch): Befruchtete menschliche Eizelle mit der Zona pellucida, die das Eindringen weiterer Spermien verhindert.

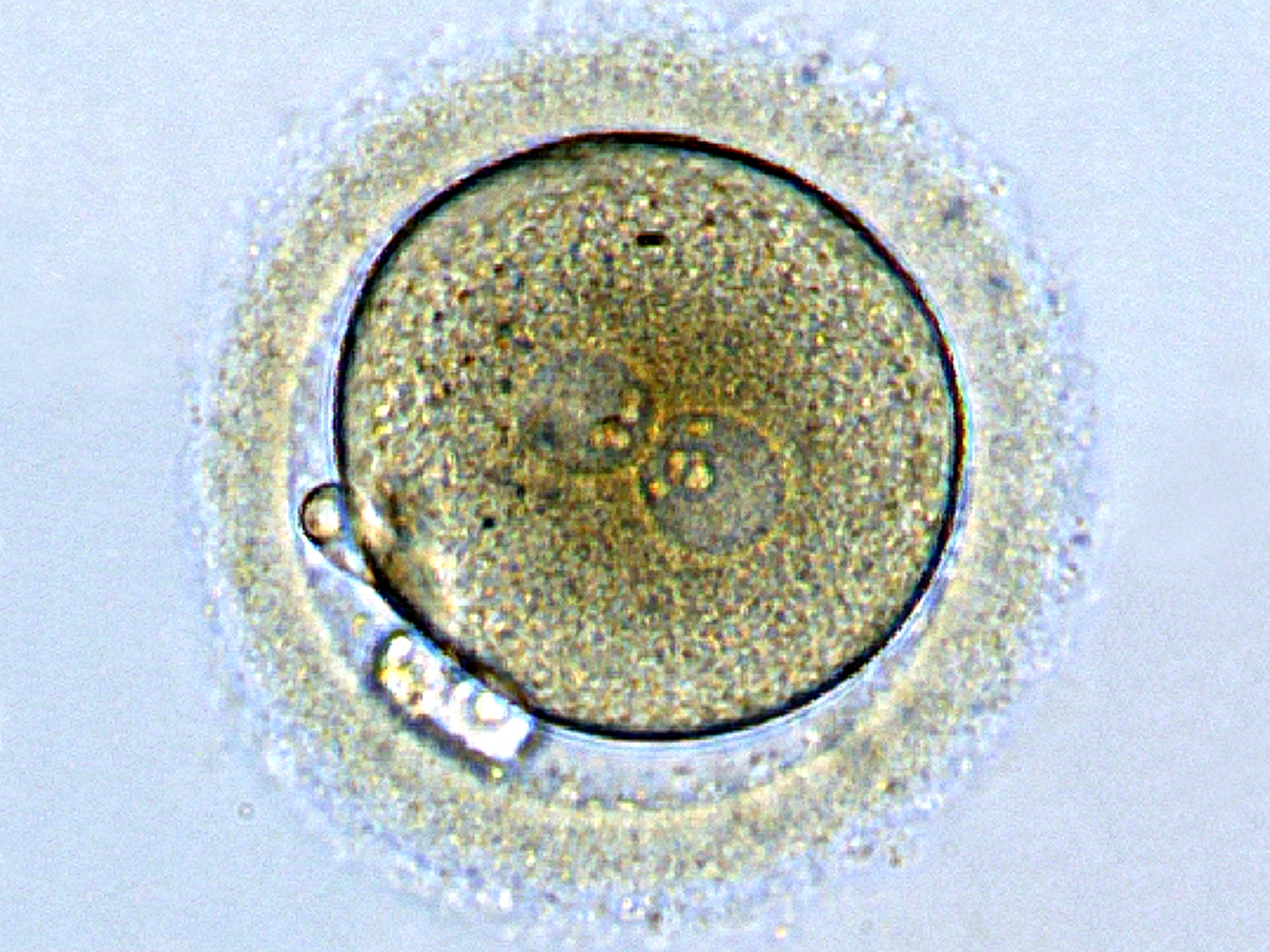
Zygote: Eizelle kurz nach der Befruchtung durch ein Spermium. Der väterliche und mütterliche Zellkern bewegen sich aufeinander zu, sie sind aber noch nicht verschmolzen.

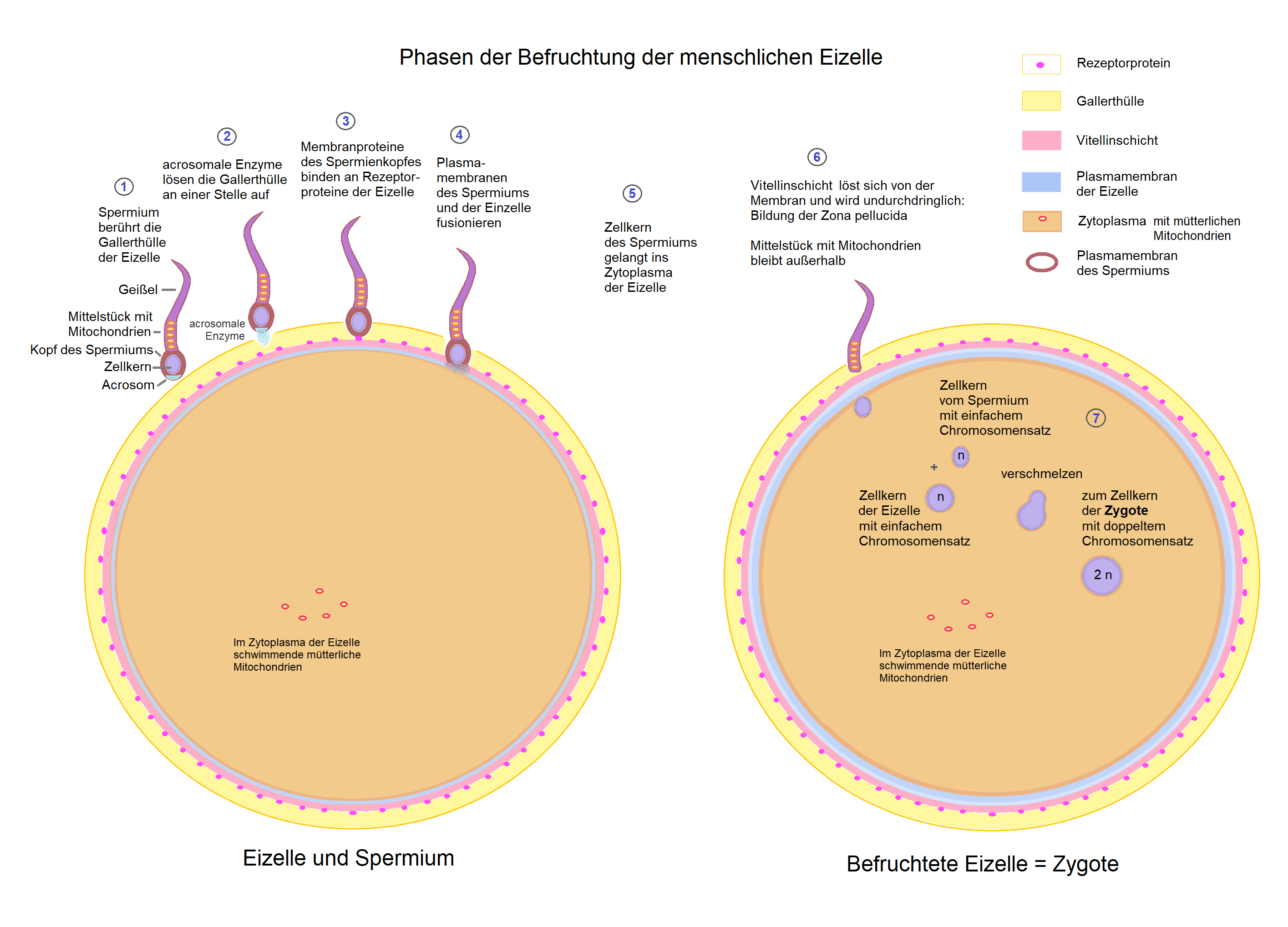
Befruchtung der menschlichen Eizelle durch ein Spermium (links) und Entstehung der Zygote (rechts). Eine Eizelle kann nur von einem einzigen Spermium befruchtet werden. Deshalb enthält die Zygote genau zwei Chromosomensätze, einen mütterlichen und einen väterlichen. Dadurch können die anschließenden mitotischen Teilungen im Verlauf der Embryonalentwicklung harmonisch ablaufen. Das Mittelstück des Spermiums, das dessen Mitochondrien enthält, gelangt in der Regel nicht in die Zygote, sondern bleibt in der Hülle stecken oder wird abgestoßen.

Eine Zygote ist eine eukaryotische diploide Zelle, die bei der geschlechtlichen Fortpflanzung durch Verschmelzung zweier haploider Geschlechtszellen (Gameten) entsteht – meistens aus einer Eizelle (weiblich) und einem Spermium (männlich). Diese Vereinigung der Geschlechtszellen, bei der auch die beiden Zellkerne miteinander verschmelzen (Karyogamie), bezeichnet man als Befruchtung. Aus der Zygote geht bei den meisten Lebewesen durch vielfache mitotische Zellteilungen ein diploider Organismus hervor. Im weiteren Verlauf – früher oder später – erfolgt in manchen Zellen durch Meiose der Übergang vom diploiden zum haploiden Zustand, in dem schließlich wieder Gameten gebildet werden.

## Entdeckung
Die Bildung einer Zygote beobachtete erstmals Christian Gottfried Ehrenberg 1820 bei einem Schimmelpilz.

## Mensch und Tiere
Die Zygote entsteht beim Menschen und bei den Säugetieren durch die Befruchtung im Eileiter. In der Zygote vereinigen sich die Zellkerne von Eizelle und Spermium, so dass die nukleäre DNA (Kern-DNA) beider Eltern zusammengeführt wird. Das Mittelstück des Spermiums dringt meist nicht in die Eizelle ein, deshalb wird die darin befindliche väterliche mitochondriale DNA (mtDNA) nicht an den Nachkommen vererbt, wohl aber die in der Eizelle befindliche mütterliche mtDNA. Aus der Zygote entstehen die ersten Embryonalstadien, also das Zwei- und Vierzellstadium, daraus dann die Morula und die Blastula (Blastogenese), welche während ihrer Entwicklung durch den Eileiter in Richtung Gebärmutter wandern. Die Blastozyste nistet sich dann in der Gebärmutter ein. Auch bei den Vögeln, den Reptilien und den meisten Schwanzlurchen findet die Befruchtung nach einer Begattung im Mutterleib statt; die Zygote wird dann aber als Ei ausgeschieden. Froschlurche und die meisten Fische geben dagegen schon die unbefruchteten Eizellen als Laich ins Wasser ab, und die Zygote entsteht dann dort durch eine äußere Befruchtung. Ebenso gibt es bei wirbellosen Tieren solche mit innerer (Insekten und Krebstiere) und solche mit äußerer Befruchtung (z. B. Hohltiere).

## Pflanzen
Bei Samenpflanzen befindet sich die Zygote in der Samenanlage. Sie entsteht, indem das haploide Pollenkorn nach der Bestäubung den Pollenschlauch bildet, dieser in die Samenanlage hineinwächst und dort die Eizelle befruchtet. Aus der Zygote entwickelt sich dann der Embryo als Teil des Samens. Bei den Farnen entsteht die Zygote in einem Archegonium (weibliches Geschlechtsorgan), das von dem kleinen haploiden Prothallium gebildet wird und eine Eizelle enthält, die durch spermienartige Spermatozoide befruchtet wird, welche aus dem Antheridium (männliches Geschlechtsorgan) freigesetzt werden und Wasser benötigen, durch das sie zum Archegonium schwimmen können. Aus der Zygote geht dann die eigentliche Farnpflanze hervor. Bei den Moosen ist die eigentliche Pflanze haploid, und auf ihr sitzen die Geschlechtsorgane (Gametangien), die wie bei den Farnen Eizellen enthalten oder Spermatozoide freisetzen. Aus der Zygote entsteht dann ein relativ kleiner diploider Sporophyt, der (wie die diploide Farnpflanze) nach einer Meiose haploide Sporen bildet, welche der Vermehrung dienen.

## Pilze
Eine große Vielfalt der Verhältnisse und teils erhebliche Abweichungen von den übrigen Organismen zeigen die Pilze. So bilden die Ständerpilze, zu denen die meisten Speisepilze gehören, keine Geschlechtsorgane und keine Gameten. Bei ihnen verschmelzen gewöhnliche Zellen der fadenförmigen haploiden Myzelien zu zweikernigen Tochterzellen, ohne dass es zunächst zu einer Verschmelzung der Zellkerne (Karyogamie) kommt. Das daran anschließende zweikernige (dikaryotische) Stadium kann über Jahre andauern, in denen das Myzel weiter wächst, bis es schließlich Fruchtkörper ausbildet. Erst in diesen findet dann die Karyogamie und damit die Bildung von Zygoten statt. Anschließend erfolgt gleich die Meiose und die Bildung haploider Sporen.
Bei den Jochpilzen, die keine Fruchtkörper bilden, sondern nur als coenocytische Myzelien mit vielen Kernen, aber ohne trennende Zellwände existieren, verschmelzen vielkernige Auswüchse zu einer ebenfalls vielkernigen Coenozygote, in der eine paarweise Karyogamie erfolgt und die dann unter Ausbildung einer dicken Wand zur vielkernigen Zygospore wird.

## Einzeller und Fadenalgen

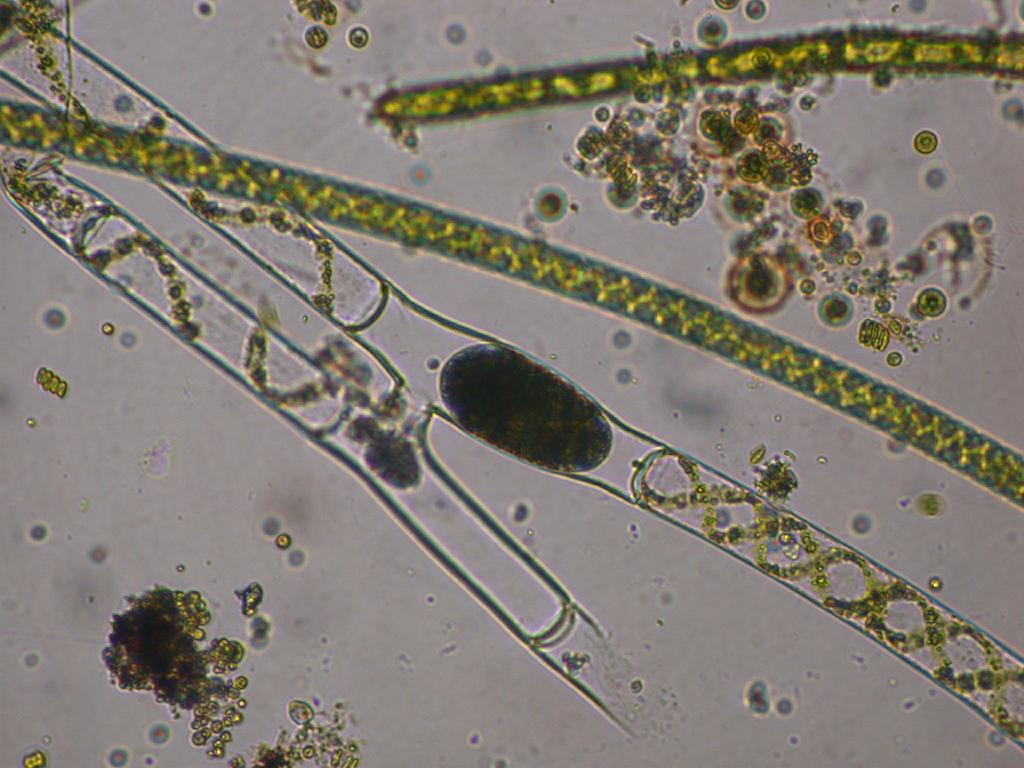
Zygote der fadenförmigen Grünalge Spirogyra sp. (in der Mitte des Bildes)

Die meisten Einzeller pflanzen sich nur ungeschlechtlich fort und bilden daher keine Zygoten. Ausnahmen sind etwa viele Flagellaten. Bei einfach organisierten, fadenförmigen Algen differenzieren sich einzelne Zellen des Fadens zu Geschlechtsorganen aus, und die Zygote ist dann entsprechend eine Zelle des Algenfadens.